# Edward Seymour, I conde de Hertford
Edward Seymour, I conde de Hertford, I Barón Beauchamp (22 de mayo de 1539 – 6 de abril de 1621), fue un noble inglés conocido por perder el favor de la reina Isabel por sus matrimonios clandestinos.

## Orígenes
Era el hijo mayor del segundo matrimonio de Edward Seymour, I duque de Somerset (c.1500–1552),  Lord Protector de Inglaterra en nombre de su sobrino Eduardo VI,  con Anne Stanhope (c.1497–1587), única hija de Sir Edward Stanhope (1462–1511) y Elizabeth Bourchier (c.1473–1557), siendo esta última hija de Fulk Bourchier, X Barón FitzWarin (1445–1479). Aunque el Lod Protector tenía hijos de su primer matrimonio, estos fueron excluidos de los derechos de herencia sobre el ducado por la infidelidad de su madre; más adelante los descendientes de esta rama familiar herederçoan el ducado a la muerte sin hijos del VII duque de Somerset.

## Biografía
Desde 1547, como hijo del recién nombrado duque de Somerset, Edward utilizó el título subsidario de Hertford. Fue educado junto a su primo, Eduardo, príncipe de Gales, más adelante conocido como Eduardo VI, en cuya coronación fue nombrado caballero. El 7 de abril de 1550 fue enviado a Francia como rehén, regresando tres semanas más tarde. Tras la ejecución de su padre, se vio privado de los títulos y la mayor parte de la riqueza de este; el rey Eduardo le devolvió parte de su patrimonio, pero eso no impidió que necesitase pedir apoyo financiero a Sir John Thynne. Bajo el reinado de la reina María se "restauró su sangre" mas no sus títulos; sería la reina Isabel quien le otorgase de nuevo el título de conde de Hertford en 1559. Entre abril y mayo de 1605 fue enviado como embajador ante Alberto de Austria, soberano de los Países Bajos, como muestra de paz tras el Tratado de Londres (1604).

## Matrimonios clandestinos

### Catalina Grey
Su primera esposa, Lady Catalina Grey, era una potencial heredera al trono, con quien inclumpió al casarse sin el consentimiento de la reina en Hertford House, Cannon Row, Westminster, en 1560. El matrimonio se mantuvo en secreto hasta el siguiente agosto, cuando Catalina estaba visiblemente embarazada y se vio en la necesidad de confesar la verdad a Lord Robert Dudley. Ambos fueron encarcelados en la Torre de Londres e interrogados sobre su matrimonio, aunque ambos afirmaron no recordar la fecha del mismo.
Se formó una comisión liderada por el arzobispo Matthew Parker en febrero de 1562 a quienes confesó que habían esperado a que la reina partiera hacia Eltham Palace. Ningún criado recordó la fecha de las nupcias, aunque John Fortescue la fechó en noviembre; y sin el cura se decidió que el matrimonio fraudulento debió celebrarse el 27 de noviembre de 1560.
Su hijo Edward fue declarado ilegítimo, igual que sería considerado su hermano Thomas, y al padre se le multó a pagar quince mil libras por "seducir a una doncella de sangre real".
Aparentemente el conde siguió manteniendo vida marital en Torre con su esposa, pues, Thomas Seymour nació en septiembre de 1563. En 1568, Lady Catalina murió, lo que supuso la liberación de Seymour. En 1576, Edward portaría la espada en la procesión de los caballeros de la Orden de la Jarretera

#### Progenie con Catalina Grey
- Edward Seymour, vizconde de Beauchamp (1561–1612), su hijo mayor y heredero, nacido en la Torre de Londres. murió antes de su padre, no sin antes dejar progenie masculina con Honora Rogers, entre ellos William Seymour, II duque de Somerset (1587–1660), quien consiguió restaurar el ducado de Norfolk y se casó en secreto con Arbella Stuart.
- Thomas Seymour (c.1563–1600), casado con Isabell Onley (m.1619), hija de Edward Onley (1522–1582), Esquire, miembro del parlamento por Brackley en 1563.[5] Su monumento funerario, atribuidoi a Epiphanius Evesham,[6] se encuentra en la Iglesia de Santa Margarita, Westminster mostrando las efigies de él y su mujer.[6]

### Frances Howard
En 1582,  volvió a casar en secreto con Frances Howard, quien servía como dama en la corte; esto se mantuvo en secreto durante una década. En 1595, Hertford trató de disolver este matrimonio con la esperanza de que sus hijos con Catalina pudieran reclamar el trono. Finalmente, volvió a ser arrestado y su mujer pereció en 1598.

### Frances Prannell
En mayo de 1601, volvió a casar en secreto con la viuda Frances Prannell (de soltera Howard), hija de Thomas Howard, I vizconde Howard de Bindon. El matrimonio fue realizado por Thomas Monfort sin las licencias pertinentes, pues estaba suspendido por tres años por el arzobispo John Whitgift.

## Muerte y entierro

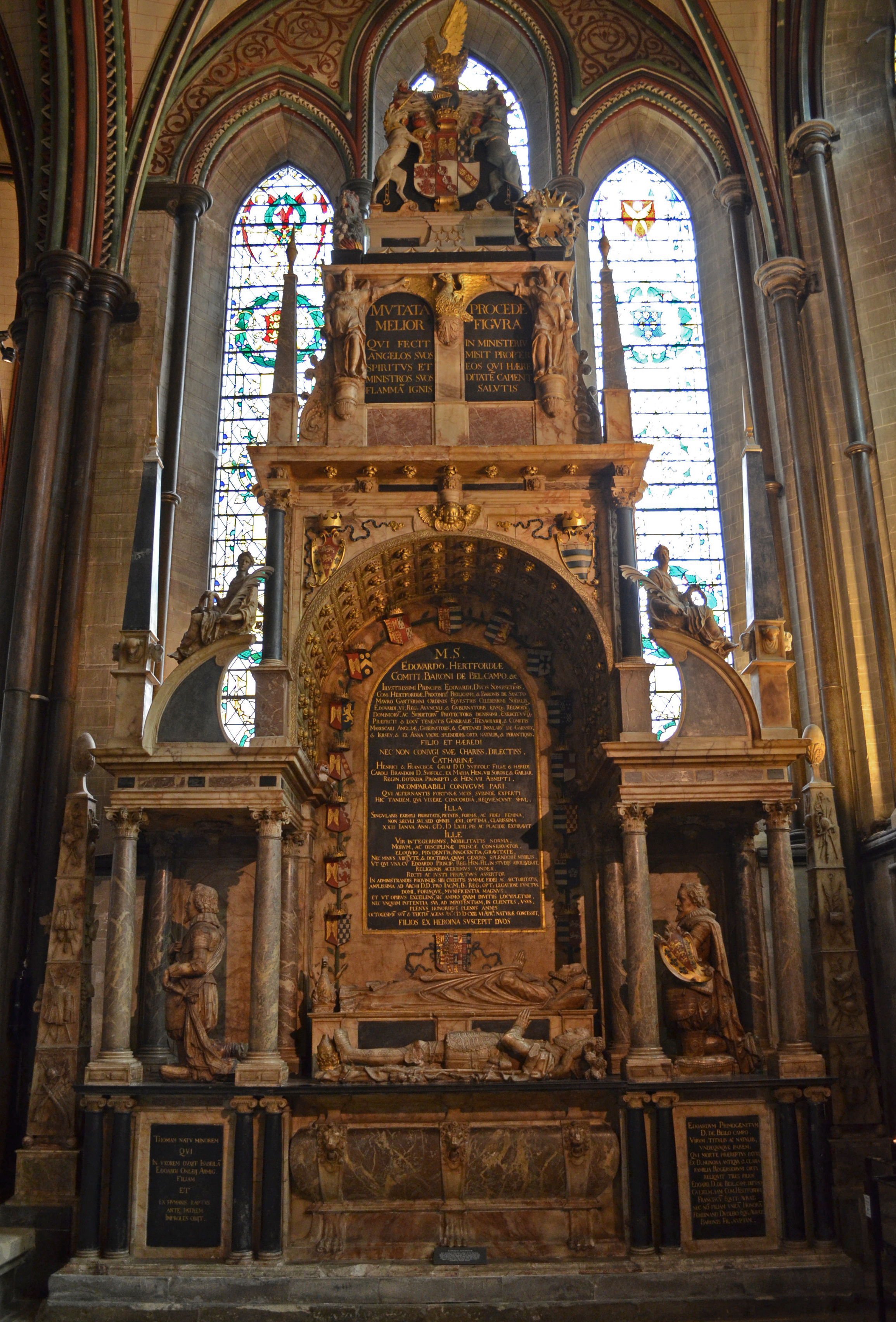
Monumento en la Catedral de Salisbury, Wiltshire, de Edward Seymour, I conde de Hertford

El conde murió en 1621 en la abadía de Netley y fue enterrado en la capilla de los Seymour en la Catedral de Salisbury, Wiltshire; donde se encuentra un elaborado monumento en alabasto blanco con las efigies de él, vestido con armadura, y su primera mujer, ambos en actitud orante; custodiados a ambos flancos por figuras de sus hijos arrodillados, también en armadura bajo estructuras de columnas corintias, todo rematado por pequeñas esculturas y pirámides.